# Olga Elia
Olga Elia (Nocera Inferiore, 20 aprile 1902 – Torre Annunziata, 3 giugno 1977) è stata un'archeologa italiana, che ha lavorato anche come funzionaria e dirigente del Ministero dei Beni Culturali.

## Biografia
Laureatasi nel 1924 a Napoli, insegnò come docente liceale a Ravenna e Campobasso per alcuni anni, prima di essere chiamata all'allora Soprintendenza alle Antichità della Campania e del Molise.
In questi anni, su incarico del soprintendente Amedeo Maiuri, collaborò alla catalogazione sistematica delle pitture murarie di Pompei, al riordino di diverse collezioni del Museo Archeologico Nazionale di Napoli e dell'Antiquarium pompeiano e seguì gli scavi a Pompei.
Nel 1933 entrò definitivamente nei ruoli del Ministero e, dal 1940, le fu affidata la direzione degli scavi di Pompei, incarico che mantenne fino a quando non fu rimossa improvvisamente, per motivi mai chiariti, nel giugno 1960.
Dal 1º dicembre 1961 fu nominata soprintendente presso la Soprintendenza archeologica della Liguria, ufficio che in questo modo riacquistò la propria autonomia dopo circa un decennio. Come soprintendente, la sua opera si concentrò soprattutto sull'area di Luni culminando nell'inaugurazione, il 18 luglio 1964, del nuovo Museo Nazionale dell'antica Luni. Importanti anche gli scavi a Bocca di Magra, ad Ameglia, che riportarono alla luce una villa romana.
Dopo il pensionamento, nel 1967, si dedicò all'insegnamento, attività che già aveva praticato negli anni precedenti, tenendo la cattedra di Archeologia e Storia dell'arte greca e romana presso l'Università di Bari, fino al 1972.
Socia dell'Accademia di Archeologia, Lettere e Belle Arti di Napoli, corrispondente della Pontificia accademia romana di archeologia e membro dell'Istituto Archeologico Germanico, fu insignita della Medaglia d'argento per la cultura del Ministero della Pubblica Istruzione e Cavaliere al Merito della Repubblica.